# Вращающийся детонационный двигатель
Вращающийся детонационный двигатель (ВДД) — разрабатываемый двигатель, использующий одну или несколько детонационных волн, непрерывно распространяющихся по кольцевому каналу. При детонации продукты горения расширяются со сверхзвуковой скоростью, что теоретически на 25 % более эффективно, чем обычное дефлаграционное сгорание. 
Более высокая эффективность двигателя может обеспечить значительную экономию топлива.
Вычислительное моделирование и результаты экспериментов показали, что такой двигатель имеет потенциальное применение как в транспортной, так и в других областях.

## Концепция
Основная концепция ВДД — это детонационная волна, которая движется по круговому каналу (кольцу). Топливо и окислитель впрыскиваются в канал, обычно через небольшие отверстия или щели. Детонация инициируется в смеси топлива и окислителя какой-либо формой воспламенителя. После запуска двигателя детонации становятся самоподдерживающимися. Одна детонация зажигает смесь топлива и окислителя, которая выделяет энергию, необходимую для поддержания детонации. Продукты сгорания расширяются и выталкиваются из канала поступающим топливом и окислителем.
Хотя конструкция ВДД аналогична импульсному детонационному двигателю, вращающийся более эффективен, потому что волны непрерывно вращаются вокруг камеры, тогда как импульсный требует продувки камер после каждого импульса.

## Развитие
Несколько американских организаций работают над вращающимся детонационным двигателем.

### ВМС США
ВМС США занимаются развитием вращающихся детонационных двигателей  . Исследователи из Военно-морской исследовательской лаборатории проявляют особый интерес к детонационным двигателям, так как они позволяют снизить расход топлива в тяжелых транспортных средствах .  На пути к созданию рабочего двигателя остаются нерешённые проблемы. 

### Aerojet Rocketdyne
С 2010 года Aerojet Rocketdyne провела более 520 испытаний различных конфигураций. 

### НАСА
Дэниел Пэксон  в Исследовательском центре Гленна использовал моделирование в вычислительной гидродинамике (CFD), чтобы оценить детонационную систему отсчета ВДД и сравнить производительность с ИДД.  Он обнаружил, что ВДД может работать по крайней мере также действенно, как и ИДД. Кроме того, он обнаружил, что производительность ВДД можно напрямую сравнить с ИДД, поскольку их производительность была практически одинаковой.

### Энергомаш
По словам вице-премьера России Дмитрия Рогозина,  в середине января 2018 года компания НПО «Энергомаш» завершила начальную фазу испытаний жидкостного ВДД 2-тонного класса и планирует разработать более крупные модели для использования в космических ракетах-носителях.

### Университет Центральной Флориды
В мае 2020 года группа инженеров-исследователей, связанных с военно-воздушными силами США, заявила, что разработала экспериментальную рабочую модель вращающегося детонационного двигателя, способного производить тягу в 200 фунтов-силы (приблизительно 890 Н), работающую на водородно-кислородной топливной смеси. Хотя проект был описан в целом в положительном выражении, проект пока ещё не проверен и был произведён с использованием двигателя диаметром 3 дюйма, который может сделать масштабирование конструкции двигателя неосуществимым, и для того, чтобы сделать выводы, необходимо провести дополнительные исследования. 

### Другие исследования
Другие эксперименты использовали численные процедуры, чтобы лучше понять поле потока ВДД.  В 2020 году в работе исследователей из Университета Вашингтона было исследовано экспериментальное устройство, позволяющее контролировать такие параметры, как размер зазора цилиндра. Используя высокоскоростную камеру, они смогли увидеть, что она работает в очень медленном движении. На основании этого они разработали математическую модель для описания процесса. 

## Внешние ссылки
- Видео, демонстрирующее, как работает RDE
- Исследовательский документ Даниэля Паксона о его результатах RDE